# Trabalhar na Pedra
Trabalhar na Pedra é um filme documentário brasileiro de curta-metragem (dez minutos), realizado em 1972 por Oswaldo Caldeira e Dileny Campos.

## Sinopse
Mostra o trabalho de homens que na região de Friburgo, no Estado do Rio de Janeiro, que cortam pedras como paralelepípedos, lajes e outras, para a utilização na construção civil. Através dos depoimentos dos próprios trabalhadores, percebe-se uma estranha relação afetiva com o trabalho.

## Prêmio
O filme foi premiado no Festival Brasileiro de Curta-Metragem, 2, 1972 pelo Jornal do Brasil, no Rio de Janeiro, GB.